# FOB (Incoterm)

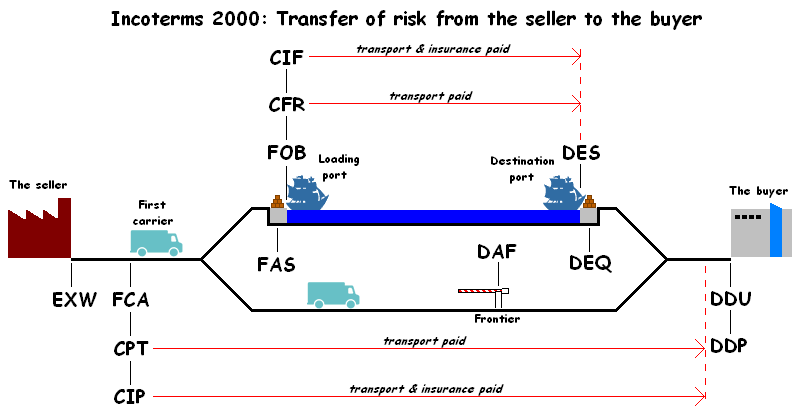
Các nhóm chính trong Incoterm 2000

FOB là một thuật ngữ viết tắt trong tiếng Anh của cụm từ Free On Board, nghĩa là Miễn trách nhiệm Trên Boong tàu nơi đi còn gọi là " Giao lên tàu". Nó là một thuật ngữ trong thương mại quốc tế, được thể hiện trong Incoterm. Nó là tương tự với FAS, nhưng bên bán hàng cần phải trả cước phí xếp hàng lên tàu. Việc chuyển giao diễn ra khi hàng hóa vượt qua lan can tàu tại cảng xếp hàng. Về mặt quốc tế, thuật ngữ này chỉ rõ cảng xếp hàng, ví dụ "FOB New York" hay "FOB Hải Phòng". Các khoản chi phí khác như cước vận tải, phí bảo hiểm thuộc về trách nhiệm của bên mua hàng.

## Hoa Kỳ-Canada
Về mặt quốc nội, trong phạm vi Hoa Kỳ và Canada, FOB thuần túy chỉ được hiểu là miễn trách nhiệm trên boong tàu và thuật ngữ này được sử dụng trong hai cụm từ phổ biến là "FOB điểm xếp hàng" và "FOB điểm đến", để phân biệt khi nào thì quyền đối với hàng hóa được chuyển từ bên bán sang bên mua. Theo các điều kiện của "FOB điểm xếp hàng", thì quyền đối với hàng hóa được chuyển tới bên mua tại điểm xếp hàng. Tương tự, theo điều kiện "FOB điểm đến", quyền đối với hàng hóa được chuyển sang bên mua khi hàng được đưa tới điểm đến. Sự phân biệt này là quan trọng do nó xác định ai là người trả cước phí vận chuyển hàng hóa: ai là người giữ quyền [sở hữu] đối với hàng hóa tại thời điểm vận chuyển nó sẽ là bên thanh toán chi phí vận tải hàng hóa đó. Ngoài ra, nó cũng là quan trọng nếu như chuyến hàng có tổn thất trong khi vận chuyển thì chủ sở hữu khi đó cần đưa ra các khiếu nại đối với việc vận chuyển. Lưu ý rằng, việc sử dụng các thuật ngữ theo kiểu Mỹ-Canada này là không tương thích với các định nghĩa chính thức của Incoterm, và nó không thể sử dụng trong vận tải quốc tế.

## Kế toán-tài chính
Với sự ra đời của thương mại điện tử (e-commerce), phần lớn các giao dịch thương mại điện tử diễn ra theo các điều kiện của "FOB điểm giao hàng" hay "FCA điểm giao hàng". Phần lớn các phân tích coi đây là sự bất lợi của mua bán hàng trực tuyến khi so sánh với việc mua bán truyền thống của con người, trong đó "FOB điểm đến" là chủ yếu. Khi kiểm kê hàng tồn kho, các hàng hóa đang trên đường vận chuyển đóng một vai trò quan trọng, phụ thuộc vào việc nó có được đưa vào bảng cân đối kế toán của doanh nghiệp hay không. Các mặt hàng theo điều kiện "FOB điểm giao hàng/điểm đến" được đánh dấu kiểm soát để xem xét nếu như bên mua có quyền đối với hàng hóa. Nếu có quyền, thì hàng hóa được bổ sung thêm vào bảng kiểm kê hàng hóa, và thể hiện trên bảng cân đối kế toán dưới hình thức hàng mua đang đi đường. Nếu không có quyền, hàng hóa được coi như là các mặt hàng gửi bán, có nghĩa là chúng vẫn thuộc quyền sở hữu của nhà cung cấp (bên ủy thác bán).